# Kolbeinn Tumason
Kolbeinn Tumason (1173-1208) est un membre du clan Ásbirningar, l'un des chefs (goði) les plus puissants d'Islande vers 1200, date à laquelle son pouvoir atteint sans doute son apogée. Il utilise son influence pour placer ses proches — notamment Guðmundur Arason, évêque de Hólar — aux charges les plus élevées dans l'Église. Guðmundur, contrairement à ce à quoi s'attendait Kolbeinn, se révèle un défenseur de l'indépendance de l'Église face aux goði. La bataille de Víðines les oppose en 1208 ; Kolbeinn meurt dans la bataille, la tête fracassée par une pierre. Malgré son conflit avec l'évêque de Hólar, il semble avoir été un chrétien fervent, auteur de l'hymne liturgique Heyr himna smiður (« Entends, artisan des cieux... »), aujourd'hui fréquemment chanté au sein de l'Église d'Islande, dans une version mise en musique par Þorkell Sigurbjörnsson (1938 - 2013) au cours de la deuxième moitié du XXe siècle.

## L'hymneHeyr himna smiður
| Heyr, himna smiður, hvers skáldið biður. Komi mjúk til mín miskunnin þín. Því heit eg á þig, þú hefur skaptan mig. Eg er þrællinn þinn, þú ert Drottinn minn. Guð, heit eg á þig, að þú græðir mig. Minnst þú, mildingur, mín, mest þurfum þín. Ryð þú, röðla gramur, ríklyndur og framur, hölds hverri sorg úr hjartaborg. Gæt þú, mildingur, mín, mest þurfum þín, helst hverja stund á hölda grund. Set , meyjar mögur, máls efnin fögur, öll er hjálp af þér, í hjarta mér. | Entends, artisan des cieux, la prière du poète. Que ta grâce vienne doucement sur nous. Je t'implore donc, parce que tu m'as créé. Je suis ton esclave, tu es mon Seigneur. Seigneur, je t'implore pour que tu me soignes. Souviens-toi de moi, toi le miséricordieux, nous avons grand besoin de toi. Chasse, ô grand et généreux roi des soleils, tous les soucis des hommes de la citadelle de leur cœur. Veille sur moi, toi le miséricordieux, nous avons grand besoin de toi en vérité, à chaque instant, dans le monde des hommes. Toi qui es né de la Vierge, envoie-nous ce qui est bon pour nous, tout secours vient de toi, dans mon cœur. |